# Aubria masako
Aubria masako es una especie de anfibio de la familia Pyxicephalidae. Se encuentra en Camerún, República Centroafricana, República del Congo, República Democrática del Congo, Gabón y, posiblemente en Angola y Guinea Ecuatorial. 